# Galapagospingvin
Galapagospingvin (Spheniscus mendiculus) er den mindste art i slægten Spheniscus. Det er også den eneste pingvinart, der lever nord for ækvator; dog ikke hele bestanden. Galagapospingvinen er af IUCN klassificeret som en truet art.
Arten er nært beslæget med humboldtpingvinen og lever endemisk på Galapagosøerne. Galapagospingvinens krop er ca. 53 cm og voksne eksemplarer har en hvid tegning, der begynder ved øjnene og fortsætter i en bue over hovedets sider og ned over forkroppen.